# Inhibidor de la recaptación de noradrenalina

Esquema de la estructura molecular de la noradrenalina.

Los inhibidores de la recaptación de la noradrenalina (o norepinefrina) son medicamentos antidepresivos que elevan el nivel extracelular del neurotransmisor noradrenalina, también denominado norepinefrina, en el sistema nervioso central. Actúan impidiendo la recaptación del neurotransmisor al impedir que regrese al interior celular de la terminación neuronal pre-sináptica y permanezca en el espacio sináptico. Los medicamentos que inhiben esta clase de transportadores de neurotransmisores se conocen como transportadores de la norepinefrina. No tienen ninguna acción sobre otros transportadores monoaminos.
- Datos: Q5916200